# 吉林乌头
吉林乌头（学名：Aconitum kirinense）为毛茛科乌头属下的一个种。

## 扩展阅读
- 維基物種上的相關：吉林乌头